# Лёвино
Лёвино — село в Моршанском районе Тамбовской области России. Административный центр Лёвинского сельсовета.

## География
Село находится на берегу реки Сержалы (приток Цны), на расстоянии 18 км к югу от города Моршанск, административного центра района, и 67 км к северо-востоку от города Тамбов, административного центра области.

### Часовой пояс
Село Лёвино, как и вся Тамбовская область, находится в часовой зоне МСК (московское время). Смещение применяемого времени относительно UTC составляет +3:00.

## Население
| 2002 | 2010 |
| ---- | ---- |
| 480  | ↗488 |

### Национальный состав
Согласно результатам переписи 2002 года, в национальной структуре населения русские составляли 94 % из 480 чел.